# 208e régiment d'artillerie coloniale
Le 208e régiment d'artillerie lourde coloniale (208e RALC) est une unité de l'Armée de terre française. Créé pendant la Seconde Guerre mondiale, le régiment combat lors de la bataille de France en juin 1940 à l'issue de laquelle il disparaît.

## Historique
Le 208e RALC est créé le 25 avril 1940 au camp de Souge. Il doit former, avec le 8e régiment d'artillerie coloniale, l'artillerie de la 8e division d'infanterie coloniale, rattachée à l'armée des Alpes. Commandé par le lieutenant-colonel Dumont, le régiment est constitué de deux groupes (Ve et VIe) de canons de 155 C modèle 1917 hippomobiles (soit 1 320 chevaux). Le groupe ne rejoint pas sa division et reste dans la région Bordeaux.
Fin mai 1940, le 8e RAC et le 208e RALC sont rattachés à la 40e division d'infanterie alpine, formée de chasseurs alpins revenus de l'expédition de Norvège. Le 208e RALC embarque en train les 24 et 25 mai et arrive le 26 à Houdan. Il repart le 5 au soir pour rejoindre sa division à Aumale (Seine-Maritime). Le 6, le régiment débarque à Marseille-en-Beauvaisis et n'a pas rejoint sa division alors que l'attaque allemande sur la ligne Weygand a commencé. Le lendemain, il se retrouve face à la 7. Panzerdivision de Rommel qui a percé le front français et progresse vers Rouen. Sans avoir encore tiré, le régiment subit de très lourdes pertes. Le V/208e RALC est quasiment anéanti. Le VI/208e RALC passe la Seine à Pont-de-l'Arche le 8 au soir et le 9 au matin. Il détruit ses pièces le lendemain .
Les éléments rescapés sont rattachés aux 5e et 3e divisions légères de cavalerie, qui traversent la Loire et retraitent jusque dans le Lot et la Gironde .